# Geaya marginata
Geaya marginata is een hooiwagen uit de familie Sclerosomatidae.